# Jens Jonas Jansen
Jens Jonas Elstrand Jansen, född 8 mars 1844 i Hobøl, död 1 augusti 1912, var en norsk teolog. Han var far till Einar och Jonas Jansen.
Jansen var kyrkoherde i Røyken fram till 1897, och författare till ett flertal predikosamlingar och uppsatser i religiösa ämnen, flera i svensk översättning. Hans arbeten utmärks av aktualitet i motivvalet och enkel, vardaglig stil. Sina teorier om predikans utgestaltning framlade Jansen i den mycket lästa boken Forkyndelsen (1906, 2:a upplagan 1912, svensk översättning Evangelisk förkunnelse 1913).